# Нестор Магидијски
Свештеномученик Нестор је био епископ магидијски. Одликовао се великом кротошћу. У време цара Декија би изведен на суд и љуто мучен за Христа. Пред смрт виде у визији жртвено јагње, што он протумачи као знак своје скоре жртве. Био је мучен од епарха Публија, и најзад на крст распет у Пергији 250. године.
Српска православна црква слави га 28. фебруара по црквеном, а 13. марта по грегоријанском календару.